# Melanopareia maximiliani
Melanopareia maximiliani е вид птица от семейство Melanopareiidae. Видът е незастрашен от изчезване.

## Таксономия и систематика
Полумесеците (род Melanopareia) преди са били включени в семейство Rhinocryptidae, tapaculos. Публикация от 2010 г. потвърди по-ранна работа и създаде сегашния им род. Най-големият полумесец с маслинова корона има три подвида, номиналният Melanopareia maximiliani maximiliani, M. m. аржентина и M. m. бледа. Последният е предложен като отделен вид поради гласови различия. В допълнение, субпопулация от M. m. pallida може да е неописан таксон.

## Описание
Най-големият полумесец с корона на маслина е дълъг 15 см (5,9 инча). Мъжките тежат от 17,1 до 18,0 g (0,60 до 0,63 oz), една женска тежи 16,7 g (0,59 oz), а екземпляри без пола тежат 16,9 до 18,2 g (0,60 до 0,64 oz). Темата и горната част на номинирания подвид са маслинено-кафяви, гърлото е дълбоко избелено, а гърдите и коремът са охрави. Има тесен буф суперцилиум с черна маска отдолу и черен полумесец и кестенова лента между гърлото и гърдите. М. м. Аржентина е подобна, но има по-бледи долни части. М. м. pallida е още по-бледа, гърлото му е по-скоро канелено, отколкото буйно, а маската на лицето е по-светло черна.

## Разпространение и местообитание
Номинираният подвид на маслинова корона на полумесец се намира в департамент Ла Пас в Западна Боливия. М. м. аржентина се намира от централна Боливия до северозападна Аржентина. М. м. pallida се среща в югоизточна Боливия, западен Парагвай и северна Аржентина. Видът обикновено обитава сухи храсталаци и тревисти площи с малки храсти, но M. m. pallida също често среща трион в басейна на Чако. Височината му варира най-вече от 1700 до 2950 m (5580 до 9680 фута), но се намира до 1200 m (3900 фута) в Аржентина.